# ISDN
ISDN este acronimul expresiei engleze Integrated Services Digital Network, care se traduce „Rețea cu servicii digitale integrate”. ISDN este o normă internațională specifică rețelei telefonice cu comutație de circuite, fiind proiectat să asigure transmisia simultană de voce și de date printr-un cablu de cupru obișnuit, rezultând o îmbunătățire substanțială a calității sunetelor și a vitezei de transport a datelor față de cele oferite în sistemele analogice.
Vorbind mai pe larg, ISDN este un set de protocoale folosite atât pentru stabilirea și întreruprea conexiunilor telefonice, cât și pentru alte funcții complexe cum ar fi videoconferințe, DATEX-L, DATEX-P, Telex sau Teletex. Termenul provine  din limba germană de la Integriertes Sprach- und Datennetz”, „rețea integrată de voce și date”.
Ca exemplu, într-o videoconferință ISDN este nevoie de transmiterea simultană a vocilor, imaginilor, datelor precum și a eventualului text între fiecare terminal în parte și celelalte sisteme care participă la conferință.

## Configurații
În ISDN există două tipuri de canale: B (de la "Bearer") și D (de la "Delta"). Canalele B sunt folosite pentru transmisiile de date (pot include și voce). Canalele D sunt folosite pentru semnalizare și control (dar nu este exclus să fie folosite și pentru date).
Există două tipuri de interfețe ISDN. Basic rate interface (BRI) — numit și Basic rate access (BRA) — constă în două canale de tip B, fiecare cu o bandă de 64 kbit/s, și un canal D cu o bandă de 16 kbit/s. Împreună aceste trei canale pot fi descrise de notația 2B+D. Primary rate interface (PRI) — numită și Primary rate access (PRA) — au un numar mai mare de canale de tip B precum și de un canal D cu o lățime a benzii de 64 kbit/s. Numărul de canale B dintr-un PRI variază de la țară la țară: în America de Nord și Japonia este de 23B+1D, cu o bandă însumată de 1.544 Mbit/s (T1); în Europa și Australia numărul de canale este de 30B+1D, având o bandă totală de 2.048 Mbit/s (E1).
Folosind tehnica codării cu marcarea inversărilor, datele apelului telefonic se transmit pe canale de tip (B), iar canalele de tip (D) sunt folosite pentru stabilirea apelului și administrarea legăturii create. Dupa ce apelul a fost stabilit, între cele două parți ale apelului există o simplă legătură sincronă bidirecțională de 64 kbit/s care este menținută până la terminarea apelului. Pot coexista un număr maxim de apeluri câte canale de date sunt. Canalele Bearer pot fi și ele multiplexate într-un canal unic de capacitate mare printr-un proces numit "bonding" (grupare).
Canalul D poate să fie de asemenea folosit pentru a trasmite și recepționa pachete X.25 precum și pentru conexiuni la rețeaua cu comutare de pachete X.25, adupă cum este specificat în standardul X.31. În lumea reală, X.31 a fost implementat ca serviciu comercial numai în Franța și Japonia.

## Puncte de referință
Un set de puncte de referință sunt definite în standardul ISDN pentru a descrie anumite puncte dintre telco și echipamentul terminal ISDN al utilizatorului.
- R - definește punctul dintre un echipament ne-ISDN și terminal adaptator (TA) care are rolul de translator dinspre și înspre un astfel de dispozitiv
- S - definește punctul dintre un echipament ISDN (sau TA) și o terminație de rețea de tip 2 (NT-2)
- T - definește punctul dintre un echipament NT-2 și unul NT-1
- U - definește punctul dintre un echipament NT-1 și switch-ul telco.

Majoritatea dispozitivelor NT-1 înglobează și funcții NT-2, astfel punctele de referință S și T sunt în general înglobate într-un singur punct de referință numit S/T.
În America de nord, dispozitivul NT-1 este considerat echipament al clientului final și întreținerea sa îi revine acestuia. Prin urmare, serviciu oferit clientului este interfața U. În alte locuri, dispozitivul NT-1 este întreținut de către operatorul telefonic, și serviciul oferit este interfața S/T.

## Tipuri de comunicații suportate
Printre tipurile de date care pot fi transmise prin aceste canale de 64 kbit/s sunt și apelurile telefonice cu modulație în puls (PCM), asigurând astfel acces la serviciile tradiționale de voce PSTN. Aceste informații pot fi schimbate între rețea și utilizator în momentul stabilirii apelului telefonic. În America de nord, ISDN este folosit în acest moment ca o alternativă la conexiunile analogice, utilizarea cea mai fecventa fiind cea de acces la internet. Totuși, câteva servicii care au fost proiectate să lucreze pe ISDN sunt acum transportate prin intermediul Internetului. În Europa, și mai ales în Germania, ISDN-ul a fost vândut cu succes ca un telefon cu capabilități extinse față de telefonul analog POTS (Plain Old Telephone Service), care nu are, sau are puține astel de capabilități. Între timp, capabilități care erau la început disponibile numai folosind un terminal ISDN (precum apel conferință, Call forwarding, Caller ID, etc.) sunt acum disponibile în mod curent și pentru telefoanele analogice, elimiându-se astfel avantajele ISDN-ului.
Alt avantaj al telefonului ISDN este posibilitatea unor convorbiri simultane (un apel per canal B), util în cazul unor familii numeroase. Totuși și acest avantaj începe să dispară odată cu reducerea costurilor telefoniei mobile, făcând ISDN-ul o tehnologie neatractivă pentru utilizatorul casnic.
Pentru o conexiune de date, în cazul unei linii analogice este nevoie de un modem, iar în cazul unei conexiuni ISDN este necesar un adaptor terminal (TA).

## Alte tehnologii
- ADSL
- ATM
- B-ISDN
- Internet
- H.320

## Metode de acces la Internet
- Cu fir:

modem, ISDN, DSL, cablu TV, cablu Ethernet, cablu de fibră optică, Internet prin rețeaua electrică
- Fără fir (prin unde radio):

Wi-Fi | WiMAX | Internet prin satelit